# 니사나무과
니사나무과(nyssa--科, 학명: Nyssaceae 니사케아이[*])는 층층나무목의 과이다. 층층나무과와 밀접한 관계에 있는 소규모의 나무 과로 층층나무과에 포함시키기도 한다.
니사나무과는 통상적으로 5속을 포함한다.
디플로파낙스속과 아주 비슷한, 적어도 1개의 멸종된 속인 마스틱시카르품속(Mastixicarpum)이 화석 형태로 알려져 있다. 손수건나무속은 별도의 손수건나무과(Davidiaceae)로 분리하여 분류하기도 한다. 디플로파낙스속과 마스틱시아속 또한 마스틱시아과(Mastixiaceae)라는 별도의 과로 분류하기도 한다. 속씨식물 계통분류학 그룹(APG, Angiosperm Phylogeny Group)은 2009년 현재 니사나무과의 하위 속들을 층층나무과로 분류하고 있으나, 이 분류법은 아직 불안정한 상태로 남아 있다.

## 하위 분류
- 니사나무속(Nyssa Gronov. ex L.) - 약 7-10종, 북아메리카 동부와 동아시아에서 동남아시아까지 자생
- 손수건나무속(Davidia Baill.) - 1종, 중국 중부
- 희수속(Camptotheca Decne.) - 2종, 중국
- Diplopanax Hand.-Mazz. - 2종, 남중국 및 베트남
- Mastixia Blume - 약 19종, 동남아시아